# 克洛德·约瑟夫·韦尔内
克洛德·约瑟夫·韦尔内（法語：Claude Joseph Vernet，法語發音：[klod ʒozɛf vɛʁnɛ]；1714年8月14—1789年12月3日），又译作吉尔内，法国风景画画家，以15幅民俗组画－《法国海港》（Les Ports de France）著称。他的儿子卡尔·韦尔内和孙子奧拉斯·韦尔内也都是画家。另外，在阿瑟·柯南·道尔的《希腊译员》一案中，夏洛克·福尔摩斯曾提到，他们的外祖母是法国画家吉尔内的姊妹，不过按照年龄推断，这位吉尔内可能指的是奧拉斯·韦尔内。

## 生平与作品简介

The Shipwreck (1772), 华盛顿国家美术馆

韦尔内出生于亞維農。十四岁时，韦尔内开始协助父亲，安托万·韦尔内（1689-1753）——一名技艺高超的装饰画画家，并参与到他最重要的一些作品的创作中。然而，绘制装饰精美的座椅无法满足他的雄心壮志，因此，吉尔内于1734年出发去往罗马学习类似克洛德·洛兰（Claude Lorrain）风格的风景画和海景画（韦尔内的画作多体现了这种风格）。从马赛到奇维塔韦基亚的一路上的沿途风景给年轻的韦尔内留下了深刻的印象。他一抵达罗马就即刻前往海景画家，Bernardino Fergioni的工作室 和海洋景观设计师阿德里安·曼格拉德 (Adrien Manglard) 曼格拉德和Fergioni向他介绍了海景画。韦尔内和曼格拉德都被认为已经超越了主人Fergioni。一些作者指出，韦尔内比其主人曼格拉德拥有“更微妙的优雅和精神”，后者表现出“声音，牢固，自然和和谐的味道” ("... Il suo nome [Fergioni的名称] fu dopo non molti anni oscurato da due franzesi, Adriano Manglard, di un gusto sodo, naturale, accordato; e il suo allievo, Giuseppe Vernet, di una vaghezza e di uno spirito superiore al maestro")。
韦尔内逐渐在罗马的艺术圈中崭露头角。他的画作往往体现了在当时恰如其分的恪守常规，这归功于他对于自然现象长久而坦率地观察以及他所使用的与众不同的绘画手法。在将人物完全融汇于风景画或海景画中并成为其重要组成部分这一点上，可能无人能出其右。就这一点而言，他深受乔瓦尼·保罗·帕尼尼（Giovanni Paolo Panini）的影响，他们二人也许在罗马互相认识或共事过。韦尔内在绘画以自然为主题的画作时，既不多愁善感也无情绪波动。他的风格是完全的装饰性的。“别人也许懂得更多，”他不无骄傲地说道，“就如何绘制天空、大地、海洋，但是没人比我更懂得如何去绘制一副图画。”终其一生，他绘画的风格几乎一成不变。他画作的吸引力在于结合了自然之象与和谐之感，让人联想起克洛德·洛兰（Claude Lorrain）的画作。
韦尔内在罗马生活了二十年，绘制了海港城市、风暴、平静无波以及月光下的海景。他的画作尤得英国贵族的赏识，他们中的许多人在仕游时接触到吉尔内的作品。吉尔内于1745年和一名英格兰女人结婚。在1753年，他被召回巴黎，在那里，他接受了皇室的邀请，绘制一系列的法国海港（Les Ports de France）图（这些画作如今仍收藏于卢浮宫和巴黎国立海洋博物馆中），这一组民俗画成为他最著名的作品。他的“The Port of Rochefort (1763)”尤为著名。

## 画作

### 部分作品欣赏

The Shipwreck
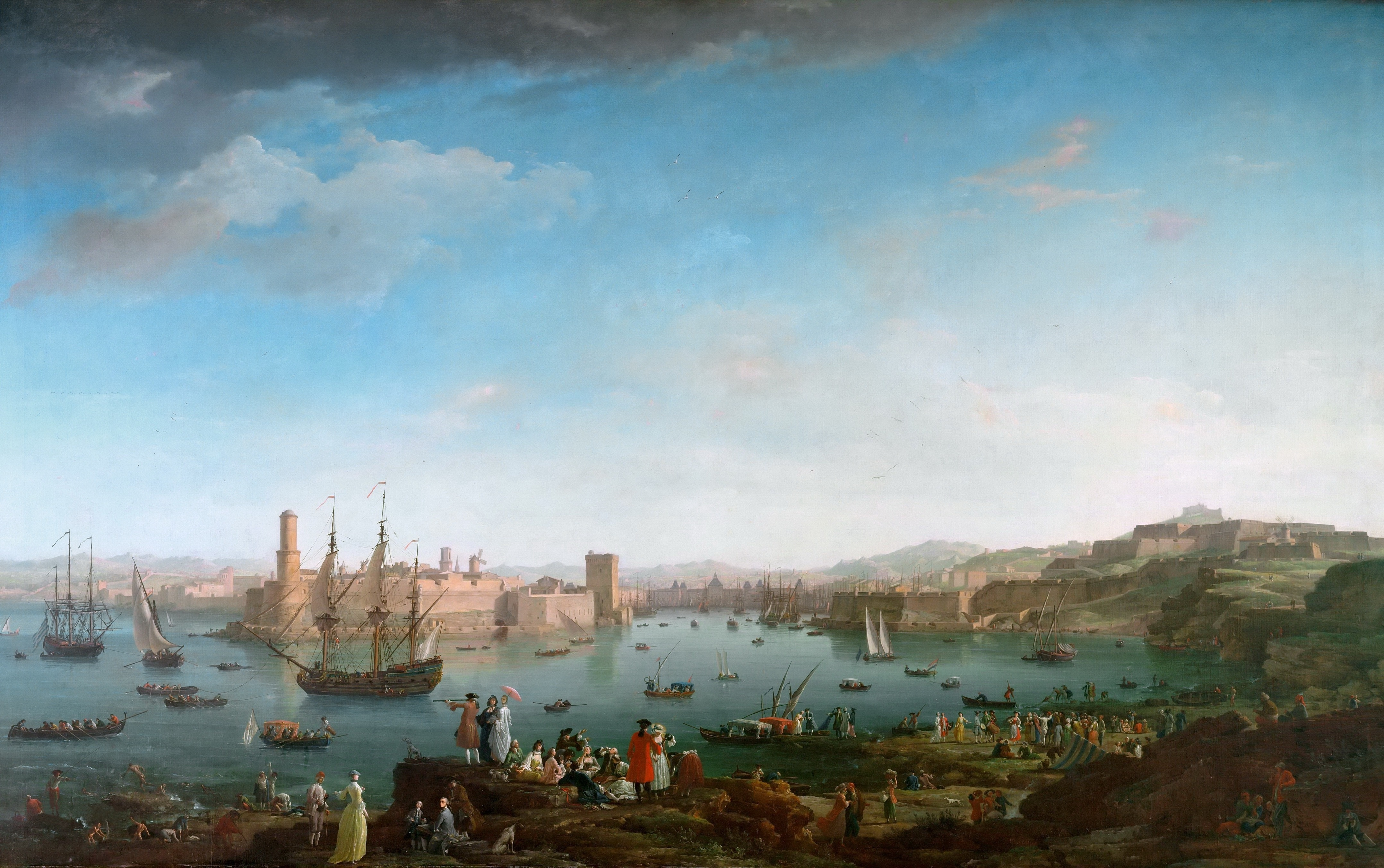
L'entrée du port de Marseille (1754)
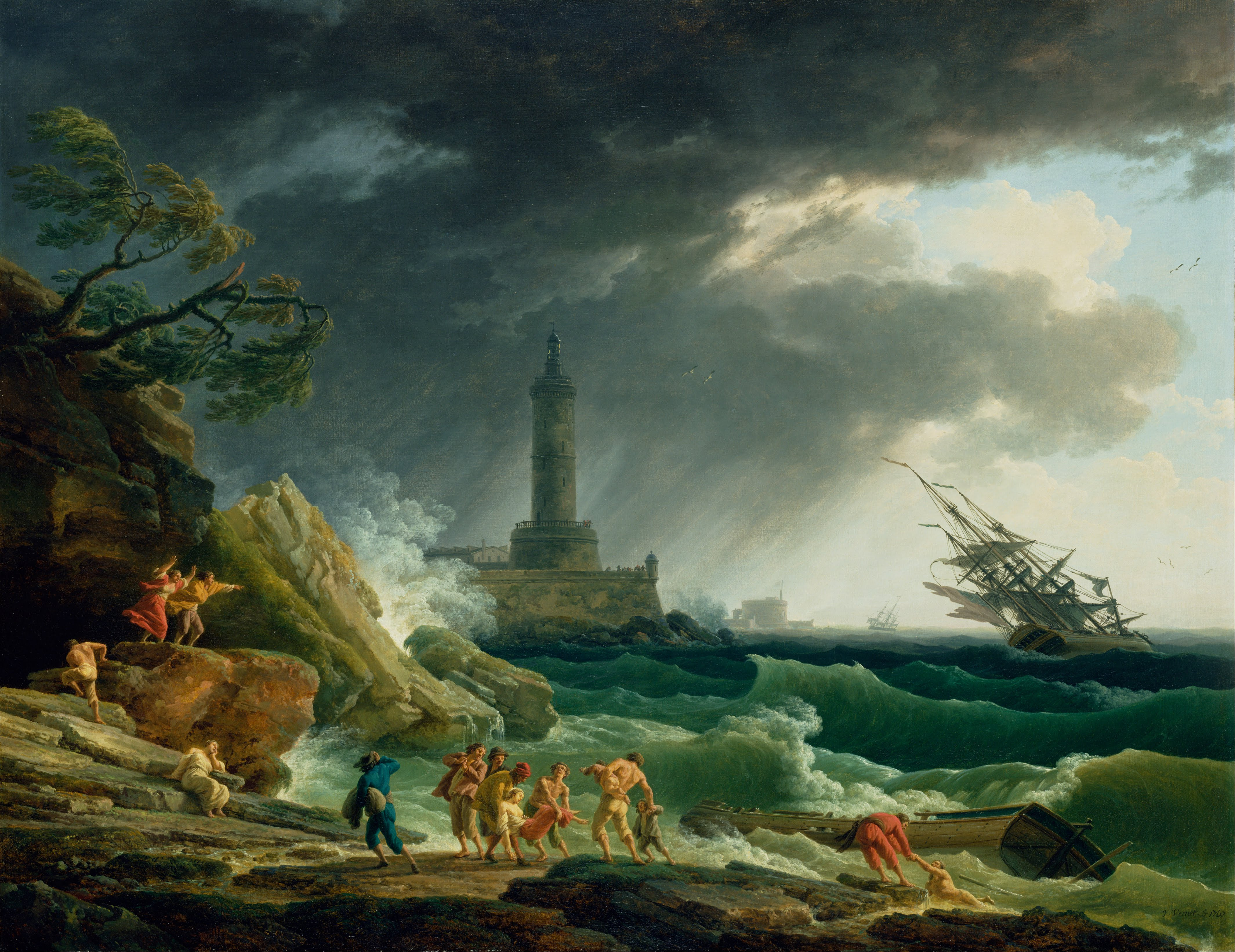
A Storm on a Mediterranean Coast
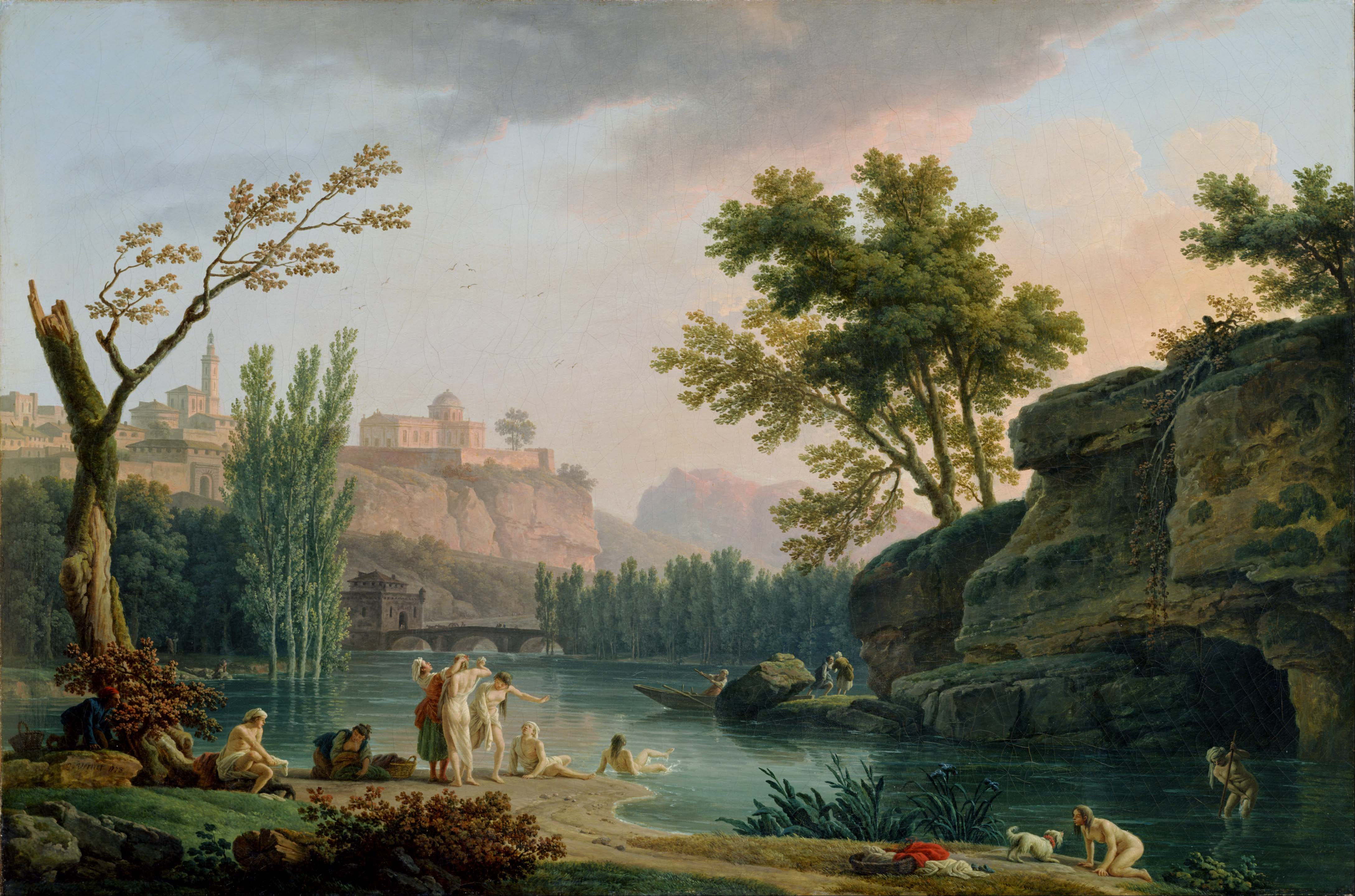
Summer Evening
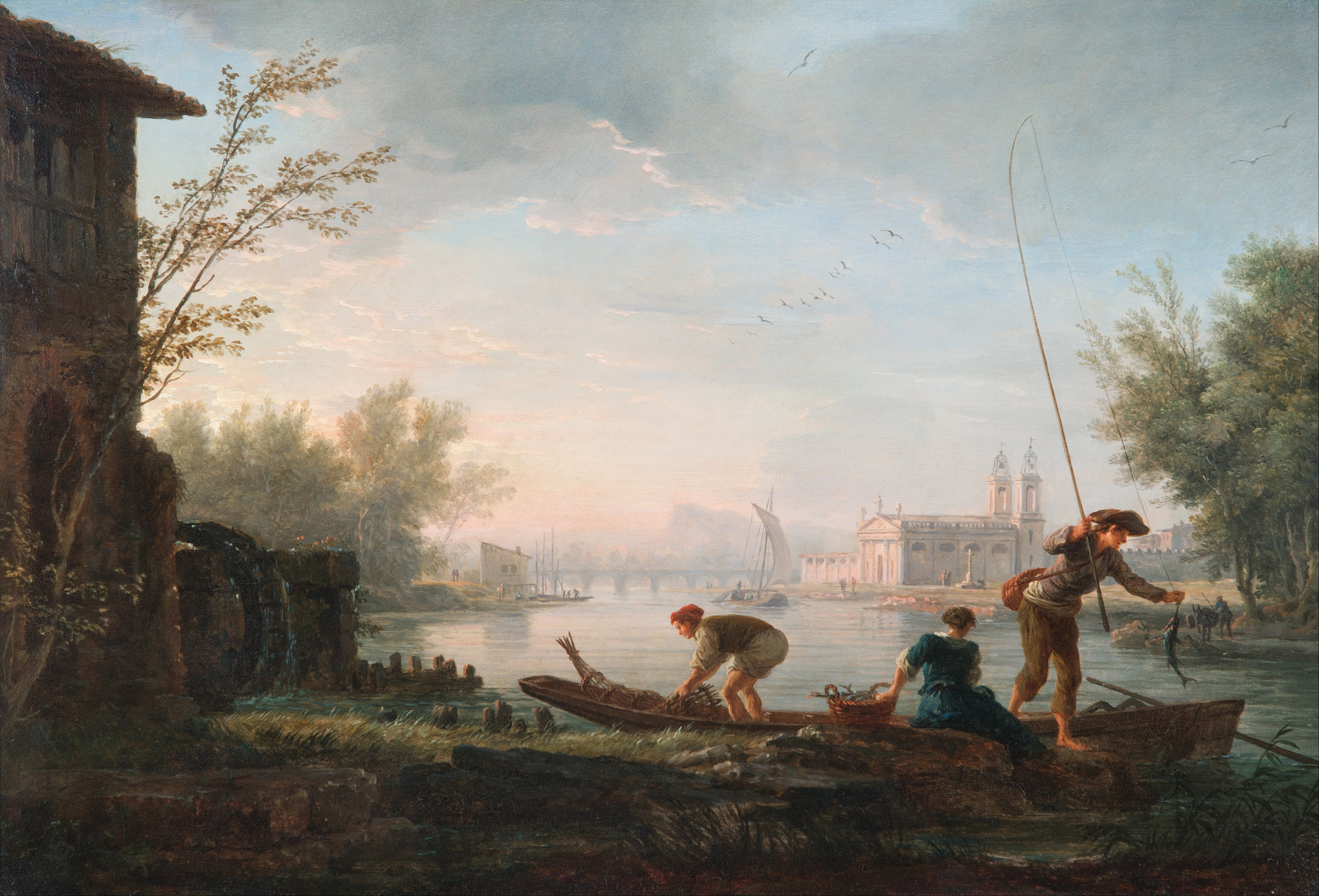
The Four Times of Day - Morning
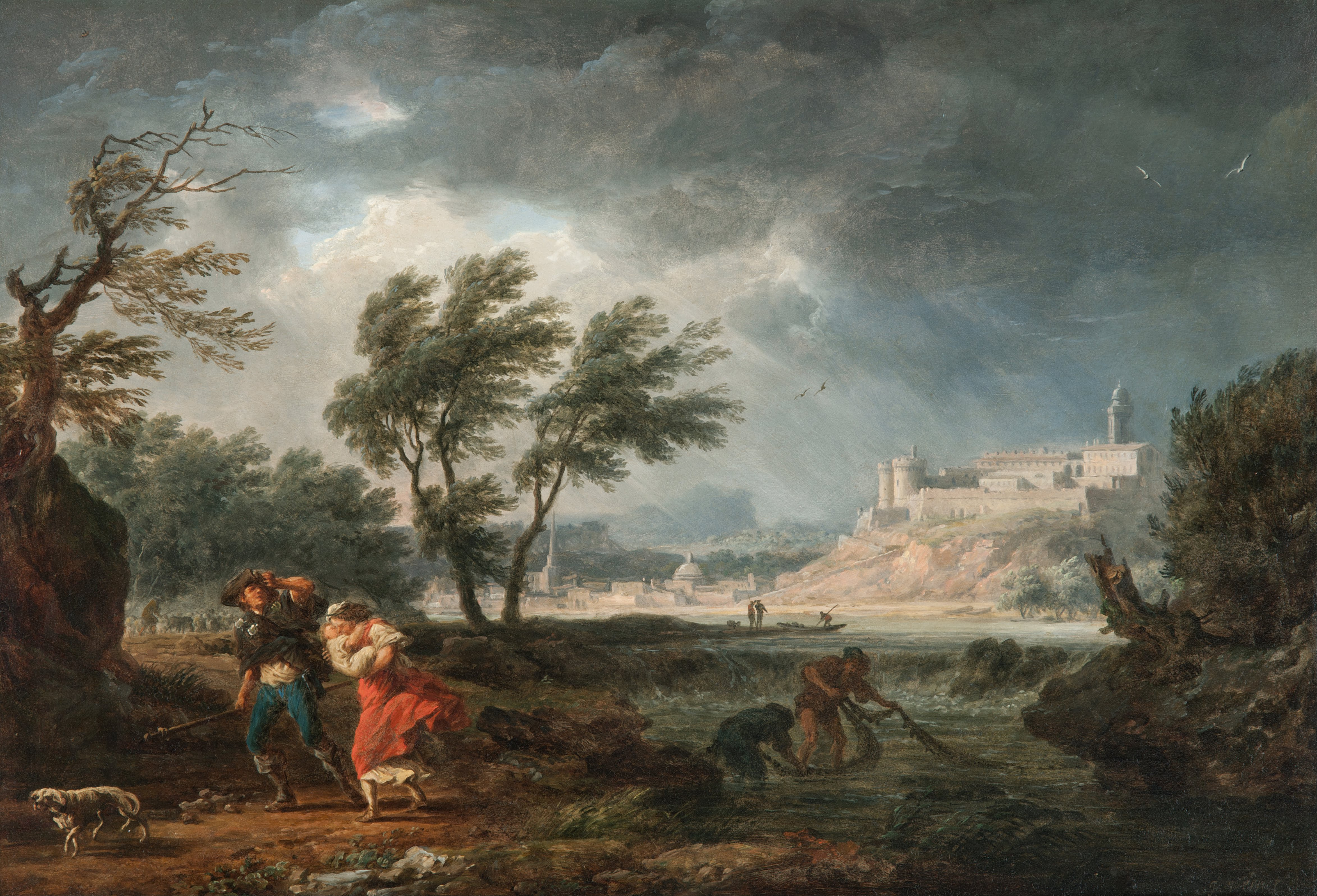
The Four Times of Day - Midday
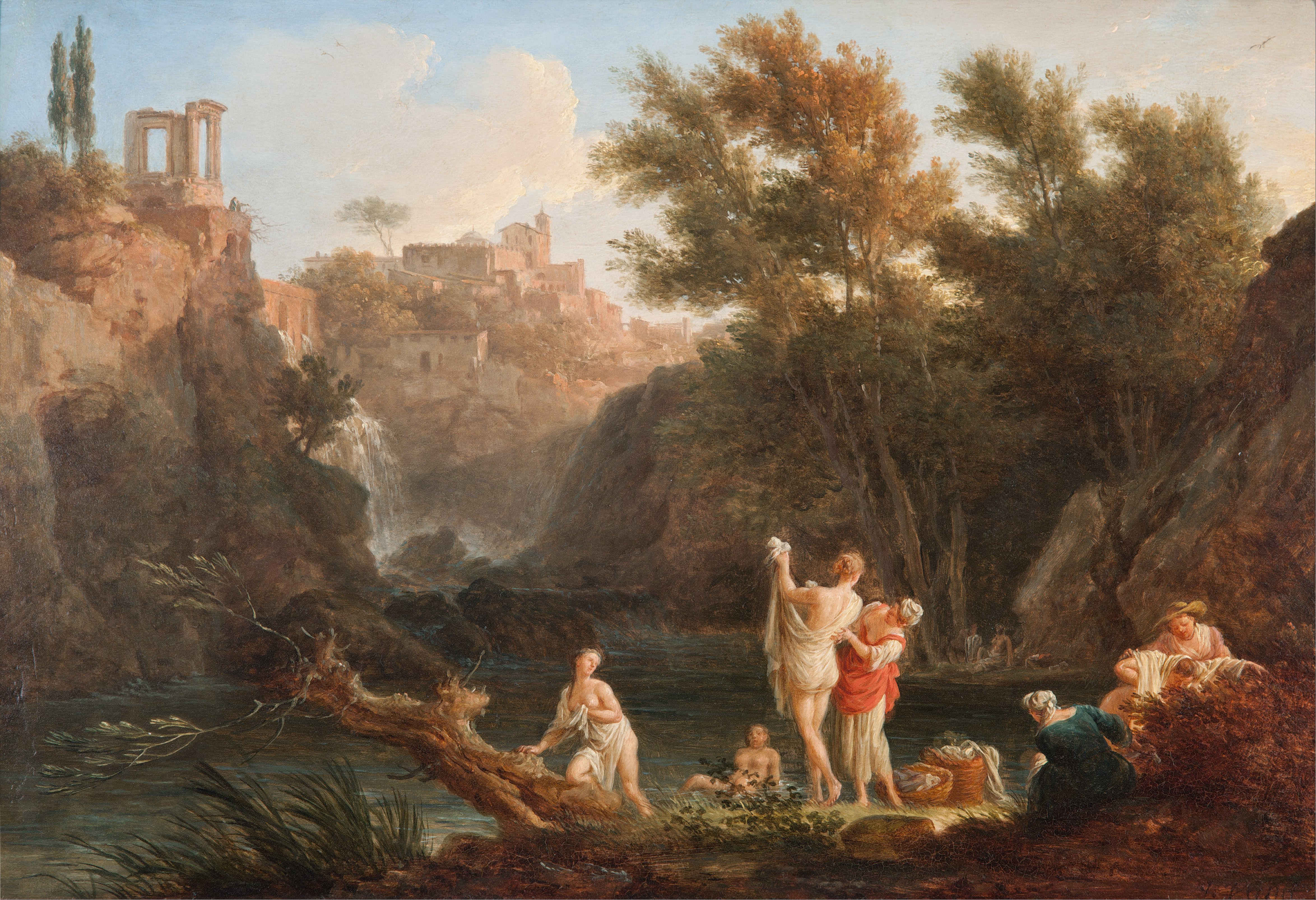
The Four Times of Day - Evening
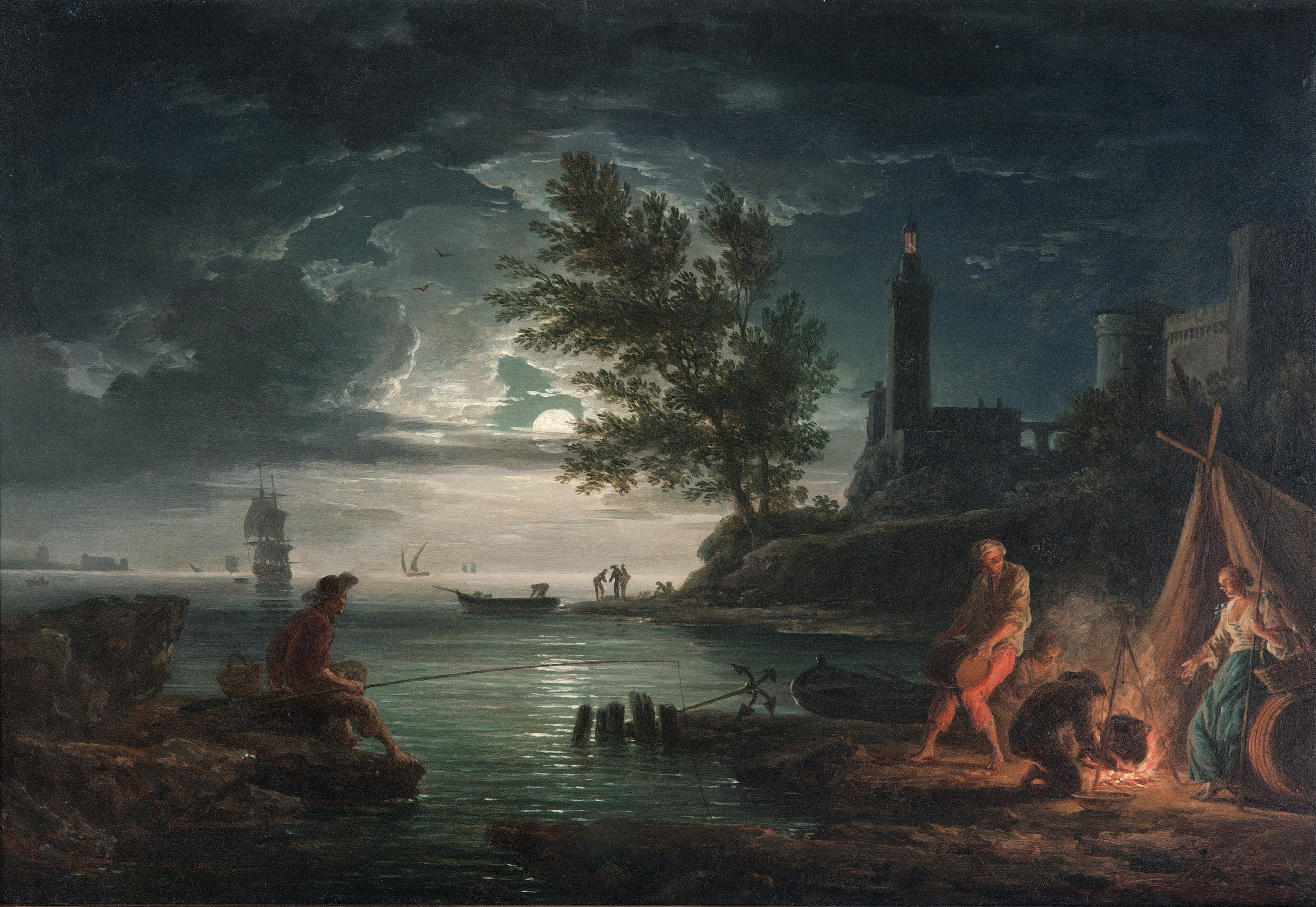
The Four Times of Day - The Night
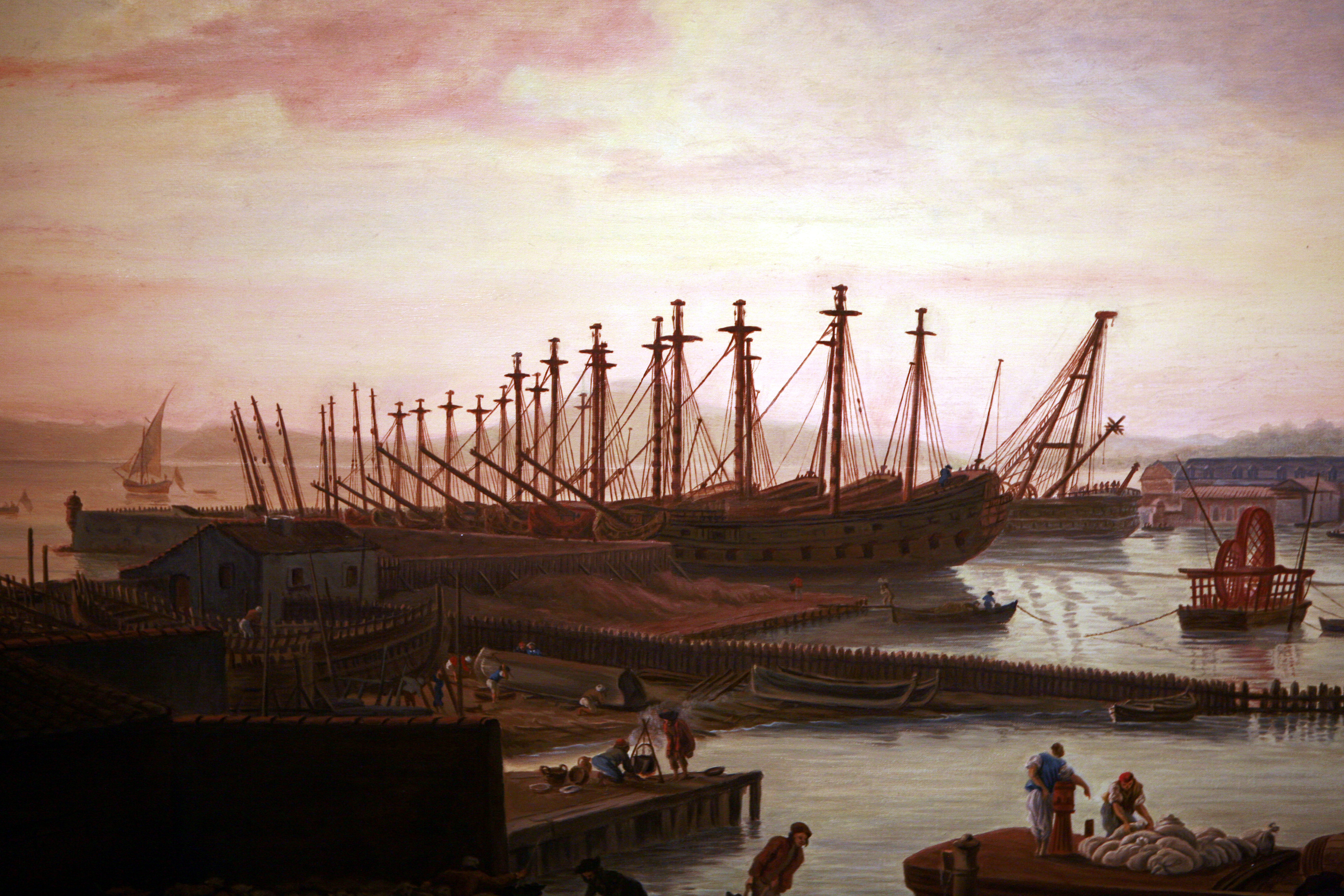
Les Ports de France
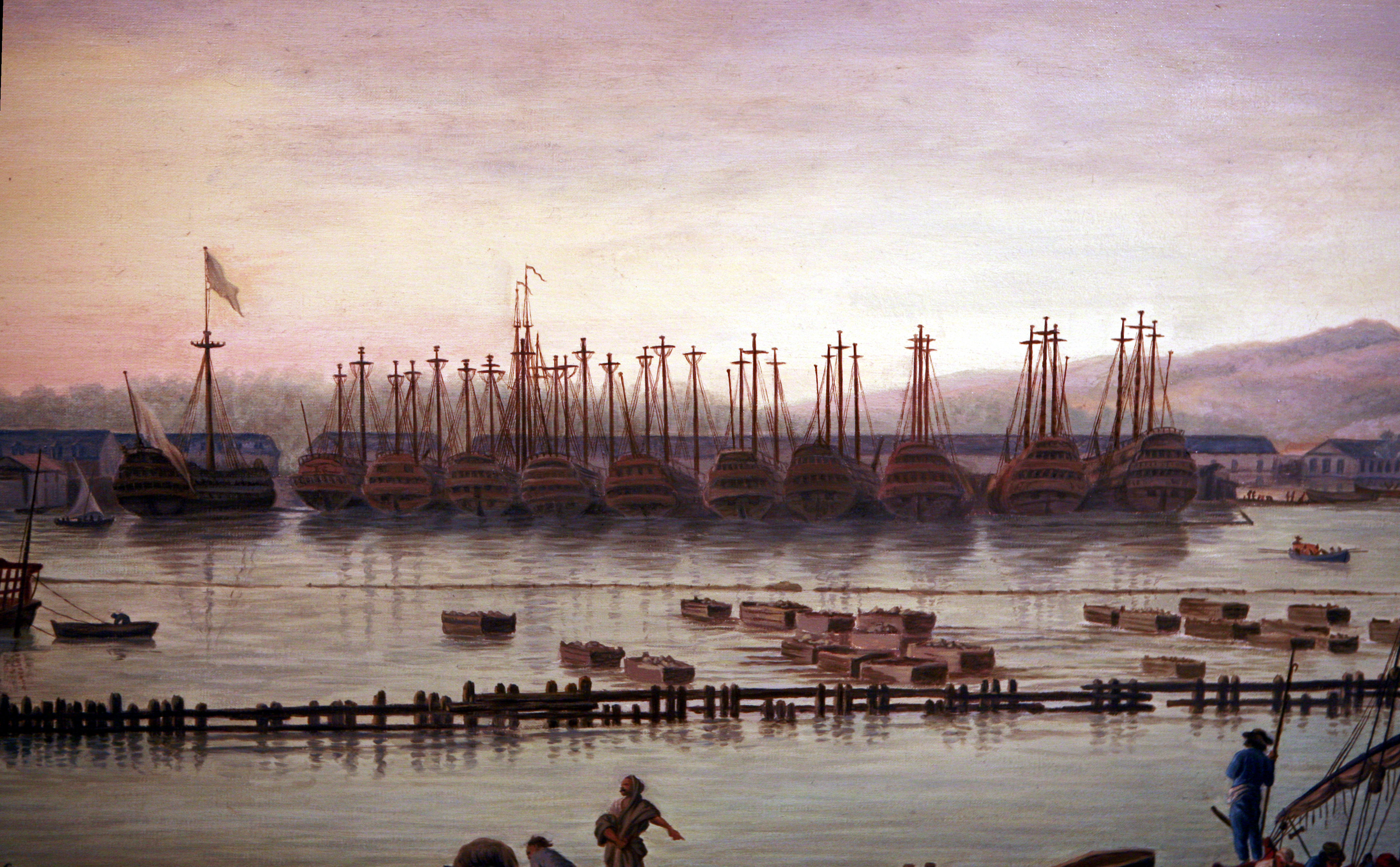
Les Ports de France
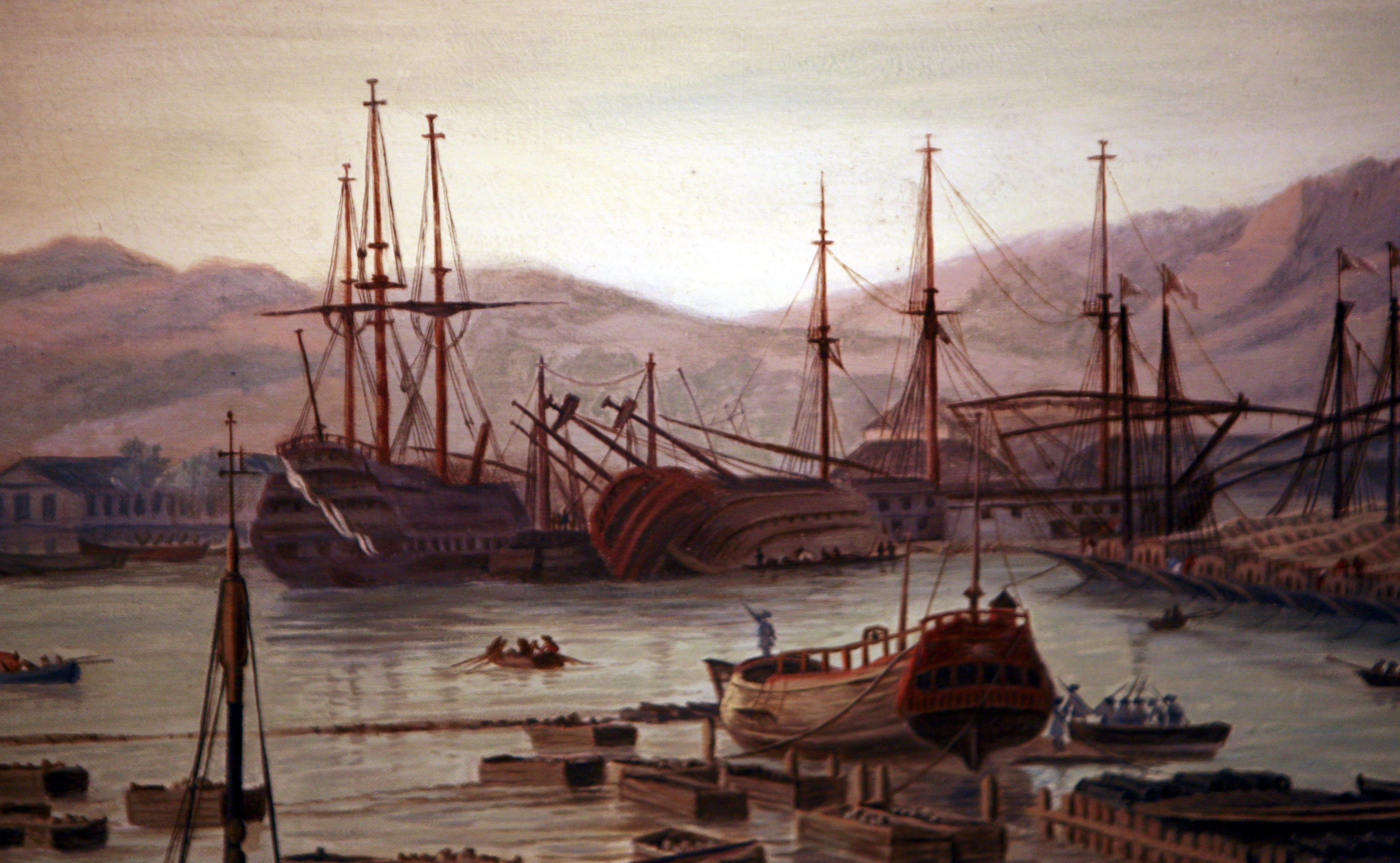
Les Ports de France
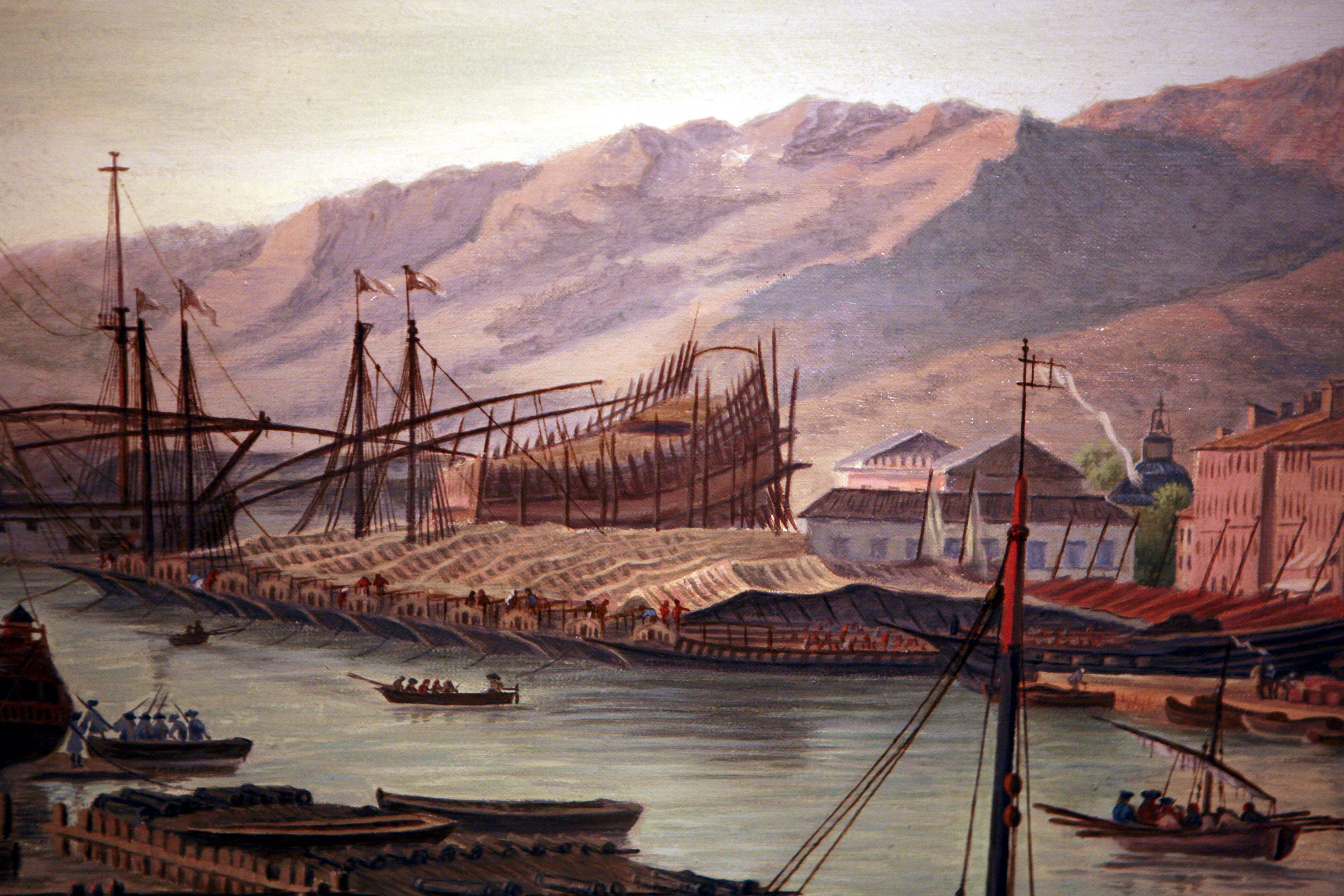
Les Ports de France
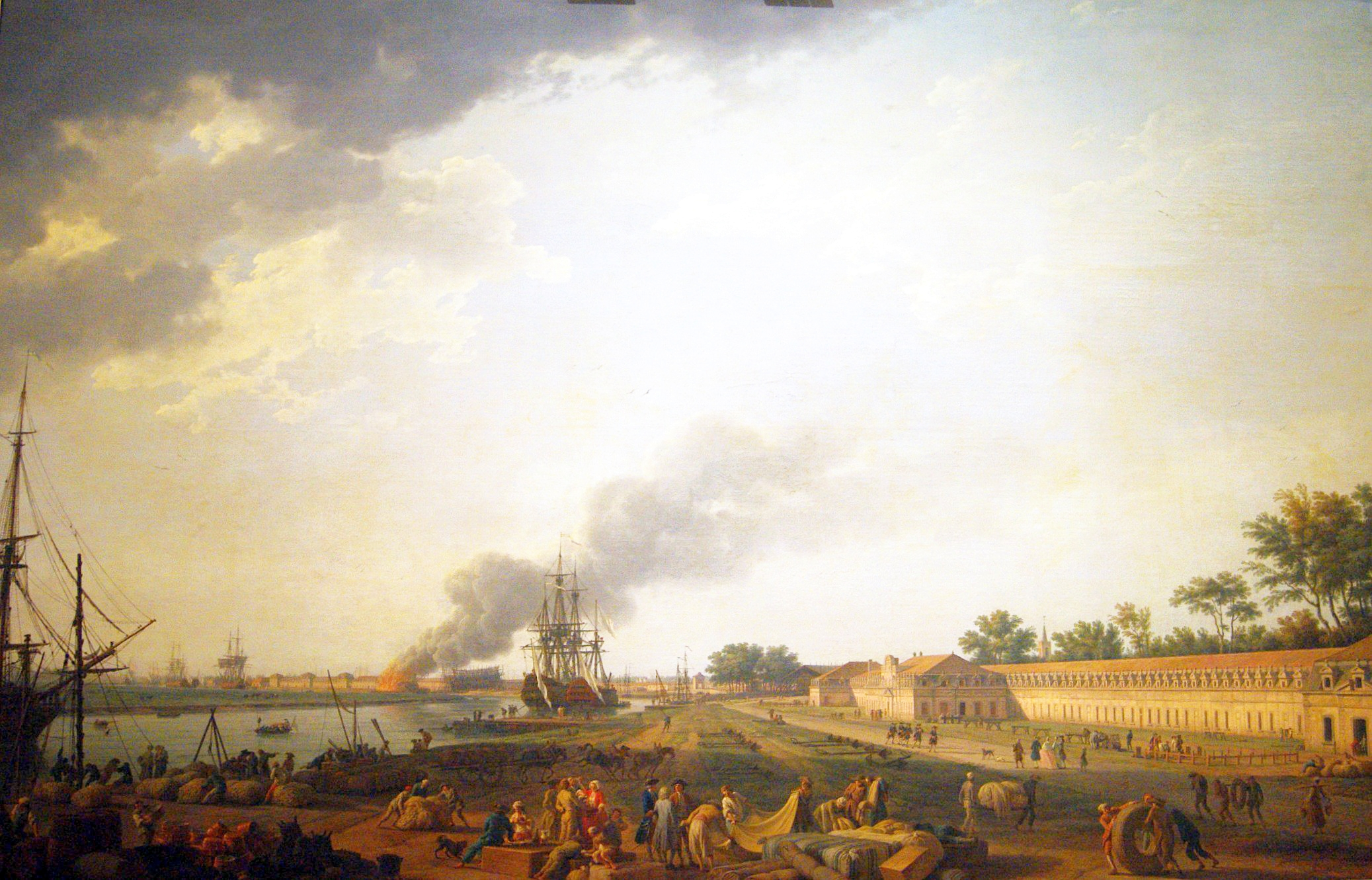
The Port of Rochefort (1763) 整体
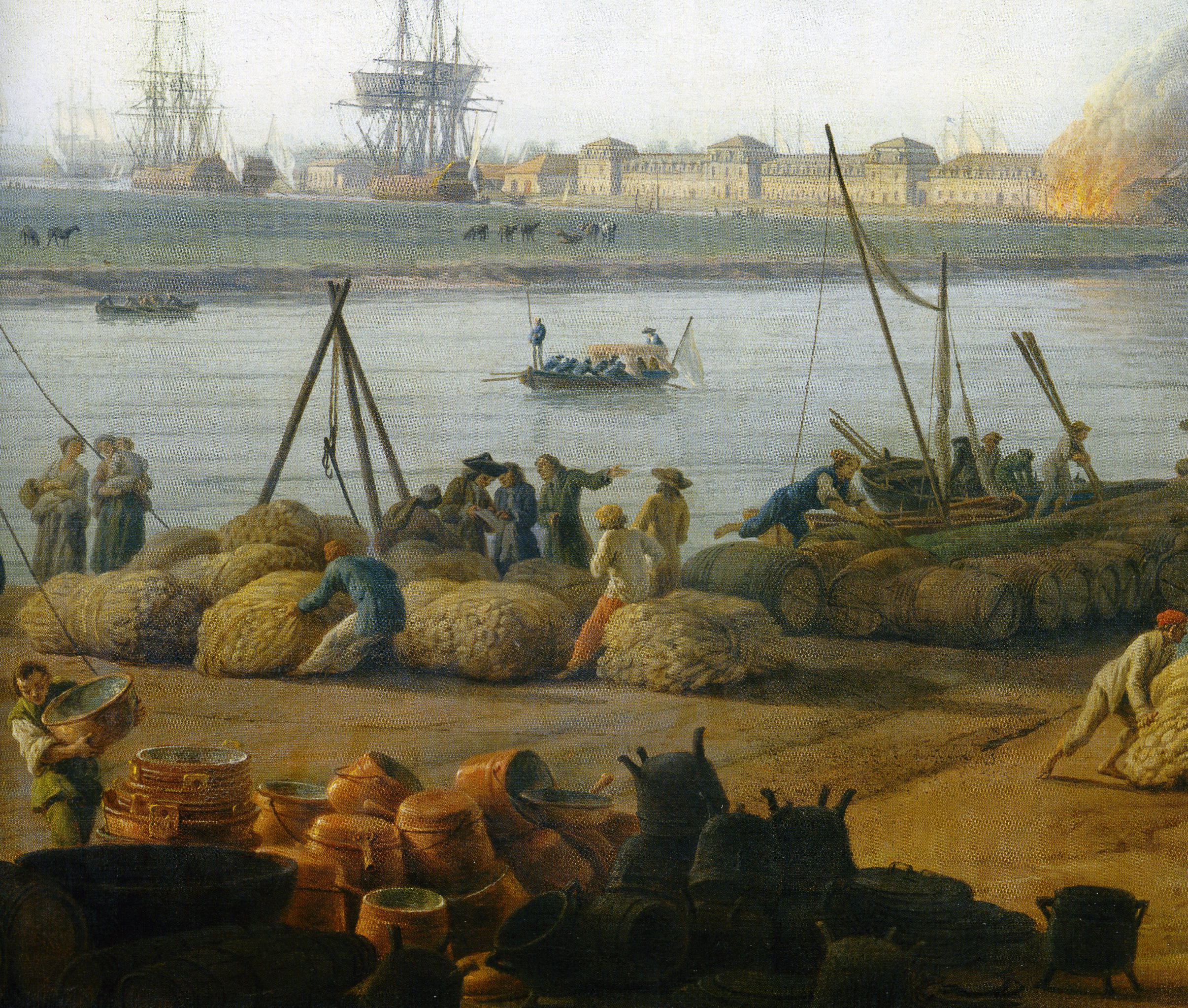
The Port of Rochefort 部分（一）
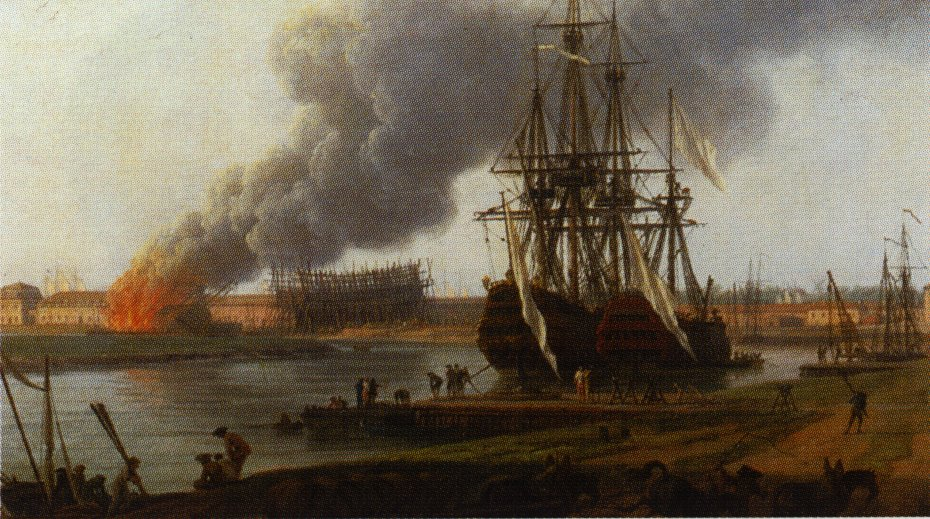
The Port of Rochefort 部分（二）
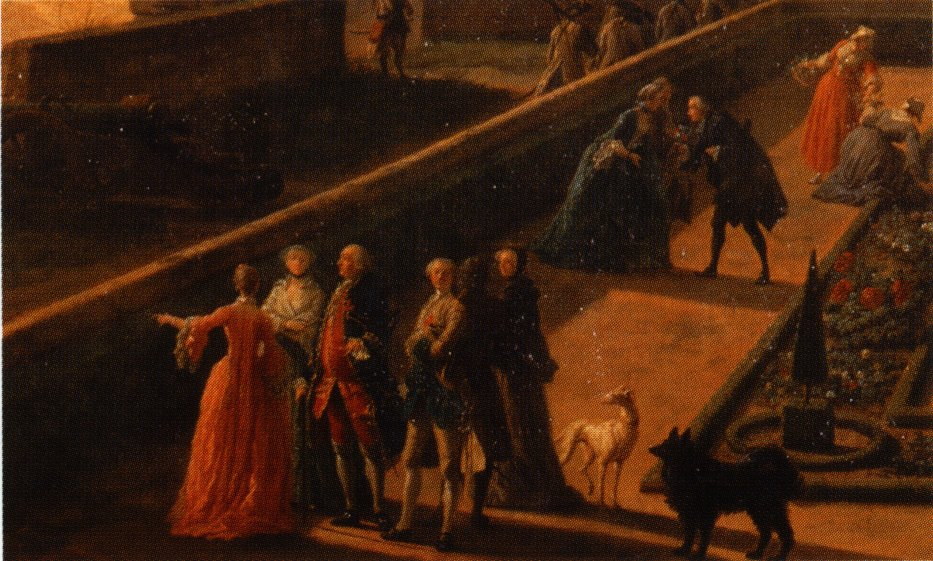
The Port of Rochefort 部分（三）